# ファウストの悪夢
『ファウストの悪夢』 (原題：浮士德的噩夢、英題：Fausts Alptraum) は、LabORat Studio（白鼠ゲーム実験室）によって制作され2015年8月14日にフリーウェアとして公開されたRPGツクールXP製のアドベンチャーゲーム。繁体中文による作品であり、日本語訳版は2016年2月2日にフリーゲーム夢現において公開され、翌3日にはふりーむ!においても公開されている。ニコニコ動画の自作ゲームフェス2016では、最終選考賞・PHPCOMIX賞・PLAYISM賞・コミックジーン賞・ツクール賞・ホビー書籍編集部賞を受賞し、ふりーむ!の年間ダウンロード数ランキング「フリーゲーム・オブ・ザ・イヤー2016」では4位となっている。2017年4月9日には、Steamにおいて英語訳版などの配信が開始された。

## 概要

### ストーリー
（出典：）
父の葬儀に参加した少女イリザベス・ファウストは、遺産である古い屋敷に連れて来られる。そこで見つけた黒猫を追いかけて地下室まで来ると、メフィストフェレスが現れる。出入口の扉はすでになくなっており、イリザベスは手燭の灯りを頼りに屋敷を探索し、出口を探すことになる。公式サイトでは「クレヨンで描かれた物語」が動き出すとしている。
登場するキャラクターとして、イリザベスとメフィストフェレス、および謎解きの手助けもする猫シベルのほか、マルガレーテという人物を探す男ヴァレンタイン、イリザベスと酷似した顔の少女ホムンクルス、三兄弟のポルキアスたちがいる。

### システム
（出典：）
主人公のイリザベスを操作して屋敷を探索するアドベンチャーゲームとなっており、公式サイトではジャンルを「ミステリー謎解き」としている。アイテムであるマッチを使うと視界は広がるが、プレイヤーキャラクターがネズミに触れると灯りは弱くなり、そのたびに視界は狭くなる。そしてろうそくの火が消えてしまうと、最初にいた寝室まで戻されるがゲームオーバーにはならない。入手できるアイテムとしてほかにチョコがあり、これを使用すると移動のスピードが速くなる。なおゲームは3章に分かれており、エンディングデモは4種類用意されている。

### メディア
『ほぼほぼフリーゲームマガジン』Vol.3およびVol.4（ISBN  978-4-04-734188-3）において、れんにゅうきすけによるコミカライズ版が掲載されている。また2018年2月15日には、KADOKAWAから黒川実と高崎とおるによるライトノベル版（ISBN 978-4-04-734715-1）が刊行されており、イラストは原作者であるLabORat Studioが担当している。
公式設定集『The Art of Fausts Alptraum』がSteamにてダウンロード販売されており、日本語訳版のみBOOTHにおいても販売されている。

## 評価
もぐらゲームスの記事では、強い独自性を持つ物語と謎解きの「絶妙なバランス」が魅力の作品であると評されている。そして「狂気と幻想に満ちた世界観に合致した謎解き」についても評価され、「考える楽しみが上手く作られて」おり「ゲームデザインとして感心させられる出来」であるとも評されている。またイラストレーションについては、「かわいらしくも残酷性の見える童話的な絵柄」であると評されている。
インサイドの記事では、「不気味ではあるものの品のある風景」や「憂いを帯びつつもかわいらしいイリザベスの表情」など、作中の世界が魅力的であると評されている。イベントにおけるグラフィックのほかドット絵についても「なかなかのこだわり」であると評されており、またBGMについても「印象的なシーンをうまく作り上げ」ていると評価されている。ただし作中において説明や誘導の不十分な場面があったとも評されている。
『ほぼほぼフリーゲームマガジン』では、「イラストや謎解きなどが絶妙な雰囲気を醸し出している」と評されており、また「いわゆる萌え系の絵ではない、独特な雰囲気を持ったイラスト」についても評価されている。
自作ゲームフェスPHPCOMIX賞の評者は、「童話をモチーフとしたドラマチックなストーリー構成、メフィストファウストら謎と魅力に満ちた登場人物たち」などが「複雑に絡み合いながらも、クライマックスで鮮やかに昇華される展開が素晴らしかった」としており、また「画面の見せ方や演出、BGMやSEなどゲームならではの良さも存分に発揮している」とも評している。
コミックジーン賞の評者は、「独特なアートワークと巧みな演出により、世界観が突出して魅力的」であり、「謎解きも凝っており、総合的に高い完成度の作品」であると評している。ただし謎解きへの導入や展開がわかりにくい場面もあったと評している。
ツクール賞の評者は、「グラフィック、BGM、マップやテキストのフォントまでトータルイメージとコンセプトが抜群」であり、「ゴシックな西欧テイスト」のイラストや文学的なセリフなどを評価している。そして「探索型アドベンチャーゲームとしてはオーソドックスな作り」だが、演出も「ゲームのテンポ」を崩していないと評している。
ホビー書籍編集部賞の評者は、「システム、音楽、デザイン、イラスト、キャラクター、謎と細部に至るまで非常に丁寧に」作られた作品であると評価しており、「探索の過程で徐々に明かされていくストーリーの演出も秀逸」であると評している。